# Карчовице (Малопольское воеводство)
Карчови́це (пол. Karczowice) — село в Польше в сельской гмине Козлув Мехувского повета Малопольского воеводства.
Село располагается в 5 км от административного центра гмины села Козлув, в 18 км от административного центра повета города Мехув и в 50 км от административного центра воеводства города Краков.
В 1975—1998 годах село входило в состав Келецкого воеводства.